# Liste der Biografien/Mav
Liste der Biografien |
Portal Biografien |
Personensuche
# |
A |
B |
C |
D |
E |
F |
G |
H |
I |
J |
K |
L |
M |
N |
O |
P |
Q |
R |
S |
T |
U |
V |
W |
X |
Y |
Z |
?
 
Ma |
Mb |
Mc |
Md |
Me |
Mf |
Mg |
Mh |
Mi |
Mj |
Mk |
Ml |
Mm |
Mn |
Mo |
Mp |
Mq |
Mr |
Ms |
Mt |
Mu |
Mv |
Mw |
Mx |
My |
Mz
 
Maa |
Mab |
Mac |
Mad |
Mae |
Maf |
Mag |
Mah |
Mai |
Maj |
Mak |
Mal |
Mam |
Man |
Mao |
Map |
Maq |
Mar |
Mas |
Mat |
Mau |
Mav |
Maw |
Max |
May |
Maz
Die Liste der Biografien führt alle Personen auf, die in der deutschsprachigen Wikipedia einen Artikel haben. Dieses ist eine Teilliste mit 69 Einträgen von Personen, deren Namen mit den Buchstaben „Mav“ beginnt.

## Mav

### Mava
- Mavado (* 1981), jamaikanischer Musiker
- Mavalankar, Purushottam (1928–2002), indischer Politikwissenschaftler
- Mavalvala, Nergis (* 1968), pakistanisch-US-amerikanische Physikerin

### Mave
- Maveau, Robert (1944–1978), belgischer Radrennfahrer
- Mavedzenge, Victor (* 1974), simbabwischer Künstler
- Maven, Max (1950–2022), US-amerikanischer Zauberkünstler, Mentalist, Erfinder und Autor
- Maver, Luka (* 1997), slowenischer Eishockeyspieler
- Maverick Sabre (* 1990), englischer Rapper
- Maverick, Drake (* 1983), englischer Wrestler
- Maverick, Kurd, deutscher House-Produzent und DJ
- Maverick, Maury (1895–1954), US-amerikanischer Politiker
- Maverick, Samuel A. (1803–1870), US-amerikanischer Anwalt, Politiker und Großgrundbesitzer in Texas
- Mavers, Lee (* 1962), britischer Musiker
- Mävers, Marie (* 1991), deutsche Hockeyspielerin
- Mävers, Veit (* 2000), deutscher Handballspieler

### Mavi
- Mavi, Stompie (1955–2008), südafrikanischer Sänger
- Mavididi, Stephy (* 1998), englischer Fußballspieler
- Mavignier, Almir (1925–2018), brasilianisch-deutscher Maler und Grafiker
- Mavigök, Jan-Niklas Shadan (* 1997), deutscher Schauspieler
- Mavilis, Lorenzo (1860–1912), griechischer Gelehrter, Dichter, Schachkomponist, Parlamentarier und Freiheitskämpfer

### Mavo
- Mavor, Freya (* 1993), britische Schauspielerin und ModelFreya Mavor (* 1993)

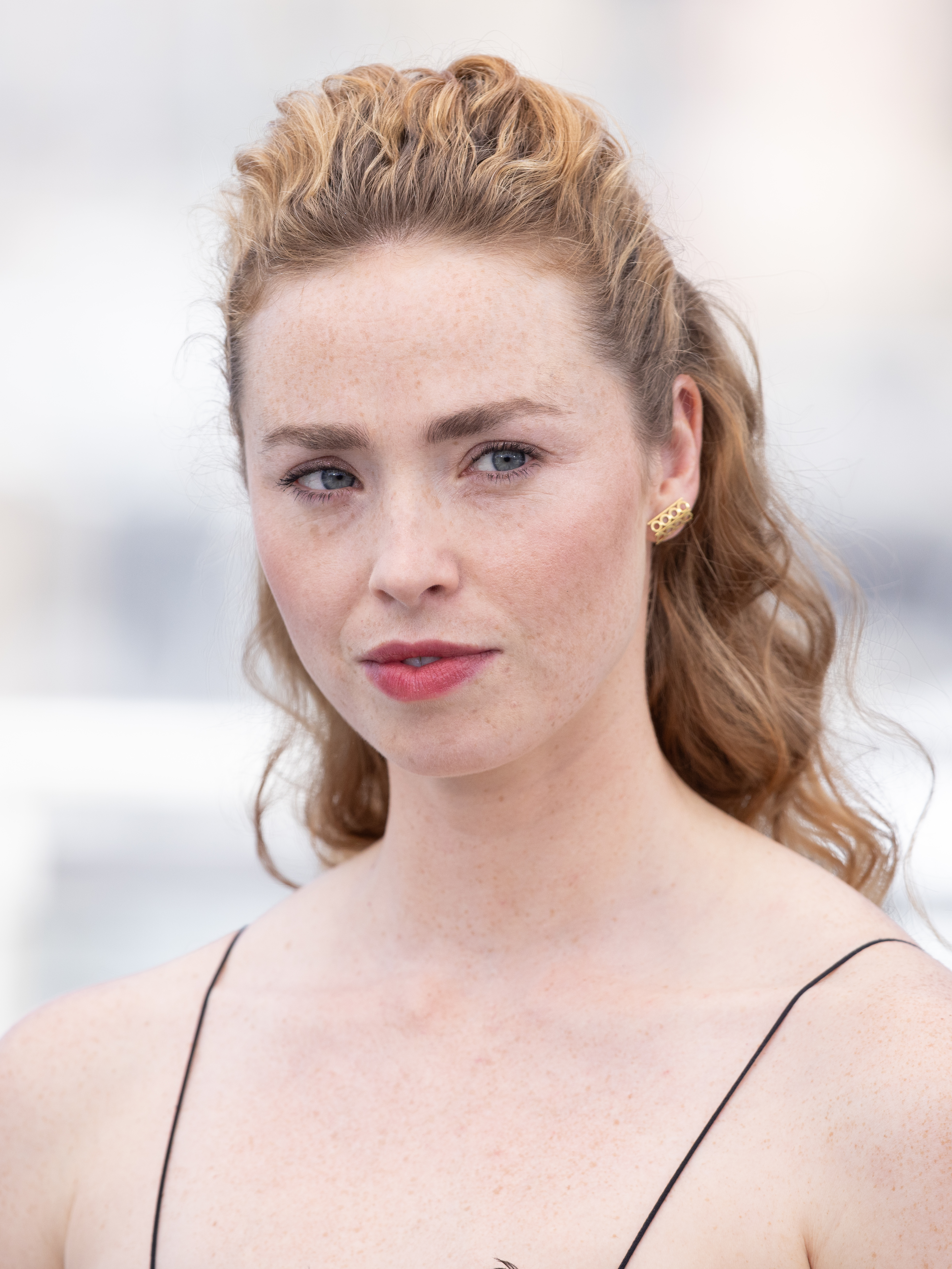
Freya Mavor (* 1993)

- Mavor, Leslie (1916–1991), britischer Offizier der Luftstreitkräfte des Vereinigten Königreichs
- Mavounzy, Robert (1917–1974), französischer Jazzmusiker und Bandleader

### Mavr
- Mavraj, Mergim (* 1986), deutsch-albanischer Fußballspieler
- Mavrák, Béla (* 1966), ungarischer Sänger im Stimmfach Lyrischer Tenor
- Mavretič, Til (* 1997), slowenischer Fußballspieler
- Mavrias, Charis (* 1994), griechischer Fußballspieler
- Mavrič, Borut (* 1970), slowenischer Fußballspieler
- Mavrič, Matej (* 1979), slowenischer Fußballspieler
- Mavridis, Alexandros (* 1983), griechischer Bahn- und Straßenradrennfahrer
- Mavridis, Kostas (* 1962), zypriotischer Politiker
- Mavridis, Savvas, griechischer Wasserballspieler
- Mavrikakis, Catherine (* 1961), kanadische Autorin und Hochschullehrerin
- Mavriplis, Fotis (1920–2012), griechischer alpiner Skirennläufer
- Mavrocordat, Constantin (1711–1769), Fürst der Walachei und der Moldau
- Mavrocordat, Ioan, Herrscher des Fürstentums Moldau
- Mavrocordatos, Nicolaos (1680–1730), Fürst der Walachei und der Moldau
- Mavrogenous, Manto (1796–1848), griechische UnabhängigkeitskämpferinManto Mavrogenous (1796–1848)

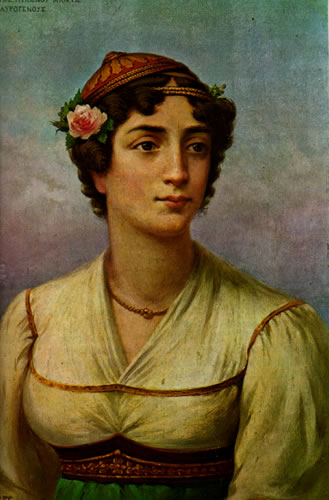
Manto Mavrogenous (1796–1848)

- Mavrogheni, Nicolae (1735–1790), rumänischer Fürst
- Mavrogordato, Arthur Stephen (1886–1964), britischer Polizeioffizier, Polizeichef von Trinidad und Tobago
- Mavrogordato, Jack (1905–1987), britischer Rechtsanwalt, Falkner und Autor
- Mavrogordato, John (1882–1970), britisch-griechischer Byzantinist und Neogräzist
- Mavrogordato, Pierre (1870–1948), russischer Archäologe und Antikensammler
- Mavrogordato, Theodore (1883–1941), englischer Tennisspieler
- Mavrokefalidis, Loukas (* 1984), griechischer Basketballspieler
- Mavrokordatos, Alexandros (1641–1709), Politiker und Dragoman im Osmanischen Reich
- Mavrokordatos, Alexandros (1791–1865), griechischer Politiker und Ministerpräsident
- Mavromatidou, Christina (* 1981), griechische Badmintonspielerin
- Mavromatis, Giannis, griechischer Neogräzist
- Mavromichalis, Elias (1795–1822), griechischer Freiheitskämpfer
- Mavromichalis, Kyriakoulis († 1916), griechischer Politiker und Ministerpräsident
- Mavromichalis, Petros (1765–1848), griechischer General, Staatsmann und Anführer der Manioten
- Mavromichalis, Pieros Voidis († 1825), griechischer Freiheitskämpfer
- Mavromichalis, Stylianos (1899–1981), griechischer Politiker und Ministerpräsident
- Mavrommatis López, Zoi (* 2005), spanische Volleyballspielerin
- Mavrommatis, Martha (* 1959), zyprische Diplomatin
- Mavrommatis, Theofanis (* 1997), griechischer Fußballspieler
- Mavronikolas, Kyriakos (* 1955), zypriotischer Politiker (EDEK), MdEP
- Mavropanos, Konstantinos (* 1997), griechischer Fußballspieler
- Mavropsaridis, Yorgos (* 1954), griechischer Filmeditor
- Mavros, Georgios (1909–1995), griechischer Jurist und Politiker, MdEP
- Mavros, Thomas (* 1954), griechischer Fußballspieler
- Mavrou, Eleni (* 1961), zypriotische Politikerin (AKEL), MdEP
- Mavroudi, Maria (* 1967), griechische Byzantinistin
- Mavroules, Nicholas (1929–2003), US-amerikanischer Politiker
- Mavrović, Željko (* 1969), kroatischer Boxer; Europameister im SchwergewichtŽeljko Mavrović (* 1969)

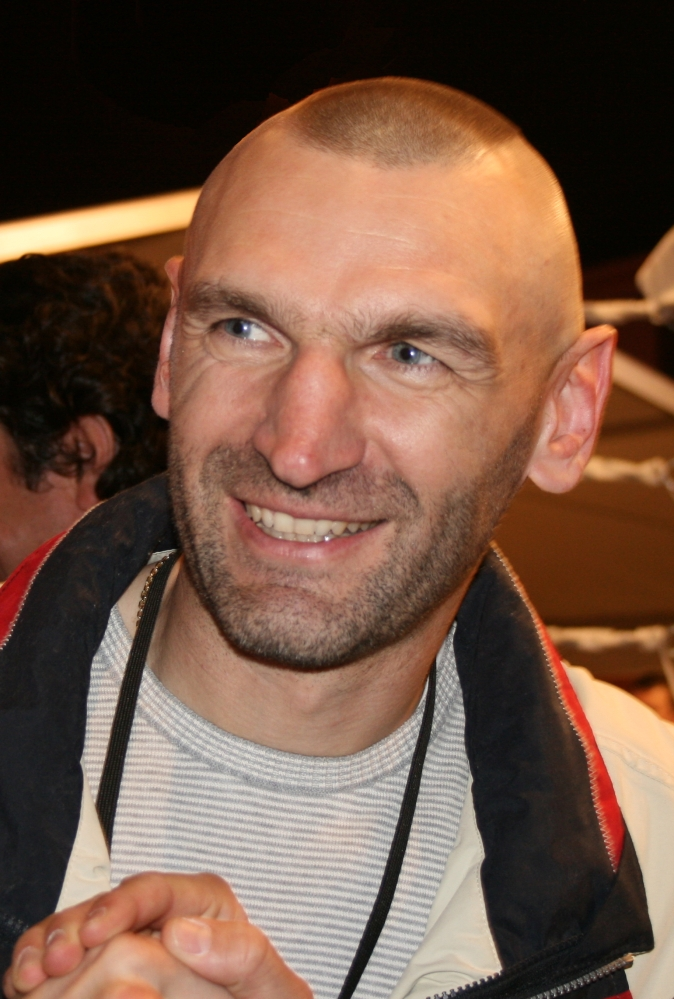
Željko Mavrović (* 1969)

### Mavs
- Mavsar, Tamara (* 1991), slowenische Handballspielerin

### Mavu
- Mavuba, Rio (* 1984), französischer Fußballspieler
- Mavunde, Anthony (* 1984), tansanischer Politiker und Minister